# USA:s Grand Prix 2002
USA:s Grand Prix 2002 var det sextonde av 17 lopp ingående i formel 1-VM 2002.
Loppet är ihågkommet för att lagkamraterna Rubens Barrichello och Michael Schumacher försökte att dela på förstaplatsen via dött lopp, men Barrichello bedömdes senare ha vunnit med 0,011 sekunder.

## Resultat
1. Rubens Barrichello, Ferrari, 10 poäng
2. Michael Schumacher, Ferrari, 6
3. David Coulthard, McLaren-Mercedes, 4
4. Juan Pablo Montoya, Williams-BMW, 3
5. Jarno Trulli, Renault, 2
6. Jacques Villeneuve, BAR-Honda, 1
7. Giancarlo Fisichella, Jordan-Honda
8. Jenson Button, Renault
9. Nick Heidfeld, Sauber-Petronas
10. Eddie Irvine, Jaguar-Cosworth
11. Takuma Sato, Jordan-Honda
12. Olivier Panis, BAR-Honda
13. Heinz-Harald Frentzen, Arrows-Cosworth
14. Mika Salo, Toyota
15. Allan McNish, Toyota
16. Ralf Schumacher, Williams-BMW

### Förare som bröt loppet
- Kimi Räikkönen, McLaren-Mercedes (varv 50, motor)
- Alex Yoong, Minardi-Asiatech (46, motor)
- Mark Webber, Minardi-Asiatech (38, styrning)
- Pedro de la Rosa, Jaguar-Cosworth (27, transmission)

## VM-ställning
| Förarmästerskapet 1. Michael Schumacher, Ferrari, 134 2. Rubens Barrichello, Ferrari, 71 3. Juan Pablo Montoya, Williams-BMW, 47 | Konstruktörsmästerskapet 1. Ferrari, 205 2. Williams-BMW, 89 3. McLaren-Mercedes, 61 |